# DFS Classic 1995
Il DFS Classic 1995 è stato un torneo di tennis giocato sull'erba. È stata la 14ª edizione del DFS Classic, che fa parte della categoria Tier III nell'ambito del WTA Tour 1995. Si è giocato al Edgbaston Priory Club a Birmingham in Inghilterra, dal 12 al 18 giugno 1995.

## Campionesse

### Singolare
Zina Garrison-Jackson ha battuto in finale  Lori McNeil con il punteggio di 6–3, 6–3

### Doppio
Manon Bollegraf /  Rennae Stubbs hanno battuto in finale  Nicole Bradtke /  Kristine Radford con il punteggio di 3–6, 6–4, 6–4